# Josh Dasilva
Pelenda Joshua „Josh“ Tunga Dasilva (* 23. Oktober 1998 in Ilford, London) ist ein englischer Fußballspieler angolanischer Abstammung, der seit August 2018 beim FC Brentford in der Premier League unter Vertrag steht. Der Mittelfeldspieler ist ehemaliger englischer Juniorennationalspieler.

## Vereinskarriere

### FC Arsenal
Josh Dasilva schloss sich im Alter von acht Jahren in die Hale End Academy, der Nachwuchsabteilung des FC Arsenal, an. Bei den Gunners durchlief er diverse Juniorenauswahlen, in denen er auf den Positionen des Flügelspielers und Stürmers auflief, bevor er die Aufgabe des zentralen Mittelfeldspielers übernahm. Im August 2015 unterzeichnete er seinen ersten professionellen Vertrag bei den Nordlondonern. In der Saison 2015/16 erhielt er erste Einsätze für die Reservemannschaft (U23) in der Premier League 2. Dies setzte sich in der nächsten Spielzeit fort und er war auch zweimal im Spieltagskader der ersten Mannschaft gelistet.
Sein Debüt in der Herrenmannschaft gab er am 20. September beim 1:0-Heimsieg gegen die Doncaster Rovers in der 3. Runde des EFL Cups, bei welchem er zur Halbzeitpause für Calum Chambers eingewechselt wurde. Er kam zu zwei weiteren Spielen in diesem Wettbewerb. In dieser Saison 2017/18 wurde Dasilva sonst nur in der U23 berücksichtigt, wo er allerdings zu einem essenziellen Faktor aufstieg und auch in einigen Partien die Kapitänsbinde trug. Da er keine Zukunft in der ersten Mannschaft sah, lehnte er am Ende der Spielzeit eine Vertragsverlängerung ab und verließ den FC Arsenal am 30. Juni 2018 nach 12 Jahren.

### FC Brentford
Die Vereinssuche erstreckte sich Wochen und zog sich bis kurz vor den Saisonstart. Am 21. August 2018 präsentierte der Zweitligist FC Brentford den Mittelfeldspieler als ablösefreien Neuzugang und stattete ihn mit einem Vierjahresvertrag, mit Option auf ein weiteres, aus. Damit verblieb Dasilva in der englischen Hauptstadt, hatte aber aufgrund der verpassten Vorbereitung einen schweren Stand bei seinem neuen Verein und hatte zu Beginn mit Fitnessproblemen zu kämpfen. Sein Debüt gab er daher erst am 3. Oktober (16. Spieltag), als er beim 2:0-Heimsieg gegen den FC Millwall in der Schlussphase für Josh McEachran eingewechselt wurde. In der Folge kam er jedoch nicht über den Status als Einwechselspieler und sporadische Einsätze hinaus. Erst zum Saisonende 2018/19 gelang ihm der Durchbruch in die Startformation von Cheftrainer Thomas Frank. Am 19. April 2019 (43. Spieltag) erzielte er beim 1:1-Unentschieden gegen den FC Millwall das einzige Tor seiner Mannschaft. Der Treffer aus einer Distanz von rund 30 Metern sollte der einzige Dasilvas in 17 Ligaeinsätzen sein und wurde für die Auszeichnung zum Tor des Monats nominiert.
Nachdem er zu Beginn der nächsten Spielzeit 2019/20 keinen festen Stammplatz innehatte, etablierte er sich ab Oktober 2019 wieder in der Startformation. Am 30. November (19. Spieltag) erzielte er beim 7:0-Heimsieg gegen den Aufsteiger Luton Town – einem der höchsten Ligasiege der Vereinsgeschichte – einen Hattrick und steuerte eine Vorlage bei.

## Nationalmannschaft
Der aus Angola abstammende Dasilva nahm mit der englischen U19-Nationalmannschaft an der U19-Europameisterschaft 2017 in Georgien teil. Dort kam er in drei Spielen zum Einsatz, darunter beim 2:1-Sieg im Endspiel gegen Portugal. Von August 2017 bis Juni 2019 bestritt er anschließend neun Länderspiele für die U20-Auswahl. Von September bis November 2020 gehörte er zudem der U21-Nationalmannschaft an, für die er in fünf Partien zum Einsatz kam.

## Erfolge
- U19-Europameister: 2017